# Jonathan I. Schwartz
Jonathan Ian Schwartz (nacido el 20 de octubre de 1965) es un empresario estadounidense. Actualmente es presidente y director ejecutivo de CareZone, una firma dedicada a reducir el precio de los medicamentos con receta para quienes padecen enfermedades crónicas.
Antes de fundar CareZone, Schwartz estuvo casi 15 años en Sun Microsystems, que culminó con su desempeño como CEO justo antes y durante la batalla de la compañía por sobrevivir durante la crisis financiera estadounidense, y su posterior adquisición por parte de Oracle.
También fue el fundador y director ejecutivo de Lighthouse Design, Ltd., una compañía de software centrada en la plataforma NeXTSTEP de Apple, que finalmente fue adquirida por Sun en 1996.

## Vida personal
Schwartz nació en el sur de California, y pasó gran parte de su infancia moviéndose entre la costa oeste y Washington D. C., finalmente se graduó en 1983 de Bethesda-Chevy Chase High School en Bethesda, Maryland. Con aspiraciones de convertirse en arquitecto, en 1983 ingresó en la Universidad Carnegie Mellon y posteriormente se trasladó a la Universidad Wesleyan en 1984. En Wesleyan, se quedó sin fondos y se preparaba para abandonar, cuando un amigo le sugirió que solicitara una beca. , la Beca Gilbert Clee. Fue galardonado con la beca, que financió el resto de sus gastos universitarios. Recibió dos títulos en matemáticas y economía.[cita requerida]
Él es de origen mixto, un hecho que no descubrió hasta tarde en su vida. Es un cuarto indio y un cuarto galés por parte de su madre, y un cuarto húngaro, y un cuarto ruso por parte de su padre.
En 1987, Schwartz casi muere mientras viajaba en el tren Amtrak Colonial que se estrelló en Chase, Maryland. Se lo cita en entrevistas diciendo que el incidente tuvo un profundo impacto en su vida.

## Carrera
Schwartz comenzó su carrera en 1987 en McKinsey & Company en la ciudad de Nueva York, se centró en servir a productos de consumo y compañías de servicios financieros.[cita requerida] En 1989, Schwartz dejó McKinsey y se mudó a Chevy Chase, Maryland, donde fue cofundador de Lighthouse Design, una compañía enfocada en la construcción de software para NeXT Computer, Inc. A principios de la década de 1990, Lighthouse Design se mudó a San Mateo, California. Finalmente, Schwartz se convirtió en director ejecutivo de Lighthouse.[cita requerida]
En 1996, con NeXT fallando en el mercado e Internet comenzando a explotar globalmente, Sun Microsystems adquirió Lighthouse Design.
Comenzó su carrera en Sun trabajando para Eric Schmidt, entonces jefe de Sun's Laboratories. Después de la partida de Schmidt para Novell, Schwartz se convirtió en el director de marketing de producto para JavaSoft en 1997 y luego hizo la transición a través de una serie de puestos de vicepresidente. En 2004, Schwartz fue ascendido a presidente y director de operaciones de Sun. Eventualmente sucedió a Scott McNealy como CEO en abril de 2006.

## Como director ejecutivo de Sun
Como CEO de Sun, amplificó dramáticamente el apoyo al software libre en sus productos, intentando impulsar la adopción, en particular, del sistema operativo de Sun, Solaris. La histórica decisión de Sun de abandonar Solaris en computadoras x86 compatibles con Intel, afirmó en entrevistas posteriores y publicaciones en blogs, había socavado por completo las plataformas de hardware de las que Sun dependía para obtener ingresos: sistemas de hardware que solo ejecutaban Solaris.
Las acciones de Sun alcanzaron un máximo de $ 26.25 en 2007, un punto justo antes del cual los inversores de capital privado KKR invirtieron $ 750 millones de dólares en un financiamiento de deuda convertible. Hacia el final de 2007, con casi un tercio de sus ingresos derivados de las compañías de servicios financieros, la crisis financiera global golpeó a Sun especialmente. Con grandes clientes en bancarrota en todo el mundo, Schwartz comenzó a buscar un comprador para Sun, aparentemente contraviniendo los deseos del fundador y presidente de Sun, Scott McNealy, y despertando el resentimiento entre los empleados.
Schwartz finalizó una adquisición un par de meses después, cuando firmó un acuerdo para la venta de la compañía a Oracle Corporation el 20 de abril de 2009. Oracle había sido el ISV más grande de Sun, y el precio de su base de datos era generalmente un múltiplo del precio del hardware de Sun en el que se ejecutaba. Por lo tanto, Oracle tenía la capacidad, al modificar su fijación de precios, de determinar qué proveedores de hardware se eligieron. Después de la adquisición, Oracle bajó el precio de su base de datos en el hardware de Sun, en un intento por aumentar su rendimiento.
Como CEO de Sun, Schwartz era conocido como uno de los pocos CEO de Fortune 500 que usaba un blog para comunicaciones públicas. Fue reconocido por sus esfuerzos para brindar una mayor transparencia en el mundo corporativo, y administró un intercambio público con el presidente de SEC, Christopher Cox, sobre el uso de sitios web y blogs para la diseminación de información financiera. para cumplir con Regulation Fair Disclosure. Schwartz generalmente creía que Internet, y la presencia web de Sun en él, era un vehículo mucho más justo y eficiente para la diseminación de la información financiera de Sun, a diferencia de las redes caras y propietarias promovidas por las agencias calificadoras y el Wall Street Journal.[cita requerida]

## Después de Sun
El 4 de febrero de 2010, Schwartz renunció a su puesto como CEO de Sun. Su renuncia fue un haiku en Twitter que decía lo siguiente: "Financial crisis/Stalled too many customers/CEO no more.".
El 12 de agosto de 2010, Schwartz fue nombrado miembro de la junta directiva de Taleo Corporation. El 9 de septiembre de 2010 anunció la fundación de una nueva compañía, Picture of Health, que más tarde sería CareZone.
El 7 de abril de 2011, Schwartz fue nombrado miembro de la junta directiva de Silver Spring Networks. En mayo de 2012, fue nombrado miembro de la junta directiva de Verifone.[cita requerida]

## CareZone
CareZone, con sede en San Francisco, se lanzó oficialmente el 15 de febrero de 2012. CareZone permite a los usuarios crear un depósito de información centralizado y protegido por contraseña relacionado con el cuidado de niños, padres o seres queridos. El sitio sirve como un lugar privado para organizarse, y colabora de forma privada con las personas (familiares y ayudantes) que normalmente rodean a un ser querido que está siendo atendido. Los usuarios pueden crear revistas, organizar información personal, almacenar documentos y compartir el acceso a un grupo de personas estrictamente controladas. Schwartz dijo que comenzó CareZone para personas como él que deben cuidar a niños y padres simultáneamente, pero consideran que los sitios de redes sociales son inapropiados (debido a la falta de privacidad o modelos comerciales basados en la venta de información privada) y no están enfocados en el cuidado de la familia. miembros. Schwartz desarrolló CareZone con el veterano de Apple y Microsoft, Walter Smith.

## Ideología
Schwartz ha sido un evangelista abierto para la tecnología como una utilidad social, comparable a la electricidad o los ferrocarriles, que crea una oportunidad para impulsar el progreso económico, político y social.
Ha sido un defensor consecuente en los pasillos del Congreso de los Estados Unidos, así como a nivel mundial para las regulaciones que protegen la capacidad de las personas para mantener los derechos a la par de las corporaciones en la protección y promoción de la privacidad, la libertad de expresión y la propiedad intelectual.[cita requerida]

## Artículos
- Markets set free by open source - Financial Times.com 16 de septiembre de 2008 - Article discusses how the internet and open source allow people to participate directly in broadening economic opportunity, speeding social progress and driving market efficiency.
- Sun's 'Open'-Door Policy - eWeek 15 de marzo de 2008 - Article discusses how the company is leveraging open source to make new enterprise inroads.
- The 'Warrior' Within Jonathan Schwartz - Article discusses Schwartz' personal history and rise, accessed 22 de enero de 2008
- Sun CEO Emerges From McNealy's Shadow. - San Francisco Chronicle.  15 de diciembre de 2006.  After 7 months as Sun's top executive, Schwartz says the company is expanding its business.
- Blogger in Chief - Fortune.  30 de octubre de 2006.  Jonathan Schwartz discusses his communication priorities as Sun's CEO and the importance of his blog.
- Sun Promotes Alternate View - Techworld.com.  11 de abril de 2005.  Article where Schwartz felt the GPL was being used "as a tool allowing United States businesses to pillage developing countries of their intellectual property."